# Балка Глодоси
Балка Глодоси, Балка Козацька — балка (річка) в Україні у Новоукраїнському районі Кіровоградської області. Права притока річки Сухого Ташлика (басейн Південного Бугу).

## Опис
Довжина балки приблизно 6,56 км, найкоротша відстань між витоком і гирлом — 5,83  км, коефіцієнт звивистості річки — 1,13 . Формується декількома струмками та загатами.

## Розташування
Бере початок на північно-східній околиці села Козакова Балка. Тече переважно на південний захід через село і на північно-західній стороні від села Глодоси впадає у річку Сухий Ташлик, ліву притоку річки Синюхи.

## Цікаві факти
- У XX столітті на балці існувала газова свердловина[2]